# 秋浦路
秋浦路，是中华人民共和国安徽省池州市主城区东西方向的主干道。

## 沿革
1960年，当地城建在秋浦路和长江路上种植泡桐和悬铃木。1961年，在秋浦路首次安装路灯。1984年，更换城区行道树，砍去泡桐，部分改种植香樟。城内秋浦路与长江路交接点东侧有个舜井巷，现有古舜井，为池州市重点文物保护单位。1996年，当地城建打通虎泉路以西之秋浦西路，将人行道地砖进行了全面更换，砍去悬铃木更换为瓜子黄杨，并布置新路灯以及广告牌，用立式广告牌装饰了与长江路交叉口，并维修了交通信号灯。